# Бжезьниця-Лесьна
Бжезьниця-Лесьна (пол. Brzeźnica Leśna) — село в Польщі, у гміні Недзьв'яда Любартівського повіту Люблінського воєводства.
Населення — 310 осіб (2011).

## Демографія
Демографічна структура станом на 31 березня 2011 року:
|          | Загалом | Допрацездатний вік | Працездатний вік | Постпрацездатний вік |
| -------- | ------- | ------------------ | ---------------- | -------------------- |
| Чоловіки | 159     | 36                 | 108              | 15                   |
| Жінки    | 151     | 29                 | 81               | 41                   |
| Разом    | 310     | 65                 | 189              | 56                   |